# Bihulebetændelse
Bihulebetændelse, også kaldet sinuitis, er en almindelig infektion i ansigtsskelettets fire par bihuler. Idet sygdommen betyder, at trykket i bihulerne øges, er den ofte meget smertefuld. 
Normalt er bihulerne fyldt med luft og har via små åbninger forbindelse med luftrummet i næsen. Hvis denne åbning bliver for lille, vil væske blive holdt tilbage. Når luften i bihulen suges op af slimhinderne og der dannes et undertryk i bihulen vil den efterhånden fyldes med væske, der siver fra bihulens slimhinder. Hvis væsken bliver inficeret af bakterier, danner der sig et overtryk i bihulen, der vil medføre feber og smerter samt ømhed omkring den påvirkede bihule. 
Årsagen til bihulebetændelse kan være forkølelse eller influenza. Idet alle forkølelser påvirker bihulerne, er overgangen fra forkølelse til bihulebetændelse ret flydende.
Normalt vil bihulebetændelsen aftage af sig selv efter 4-5 dage og kan lindres ved almindeligt smertestillende håndkøbsmedicin, men kan ellers behandles med penicillin. For patienter, der får bihulebetændelse flere gange, kan det være formålstjenstligt at røntgenfotografere bihulerne for at kunne konstatere hvorvidt slimhinderne i bihulen er normale. 